# スミスフィールド

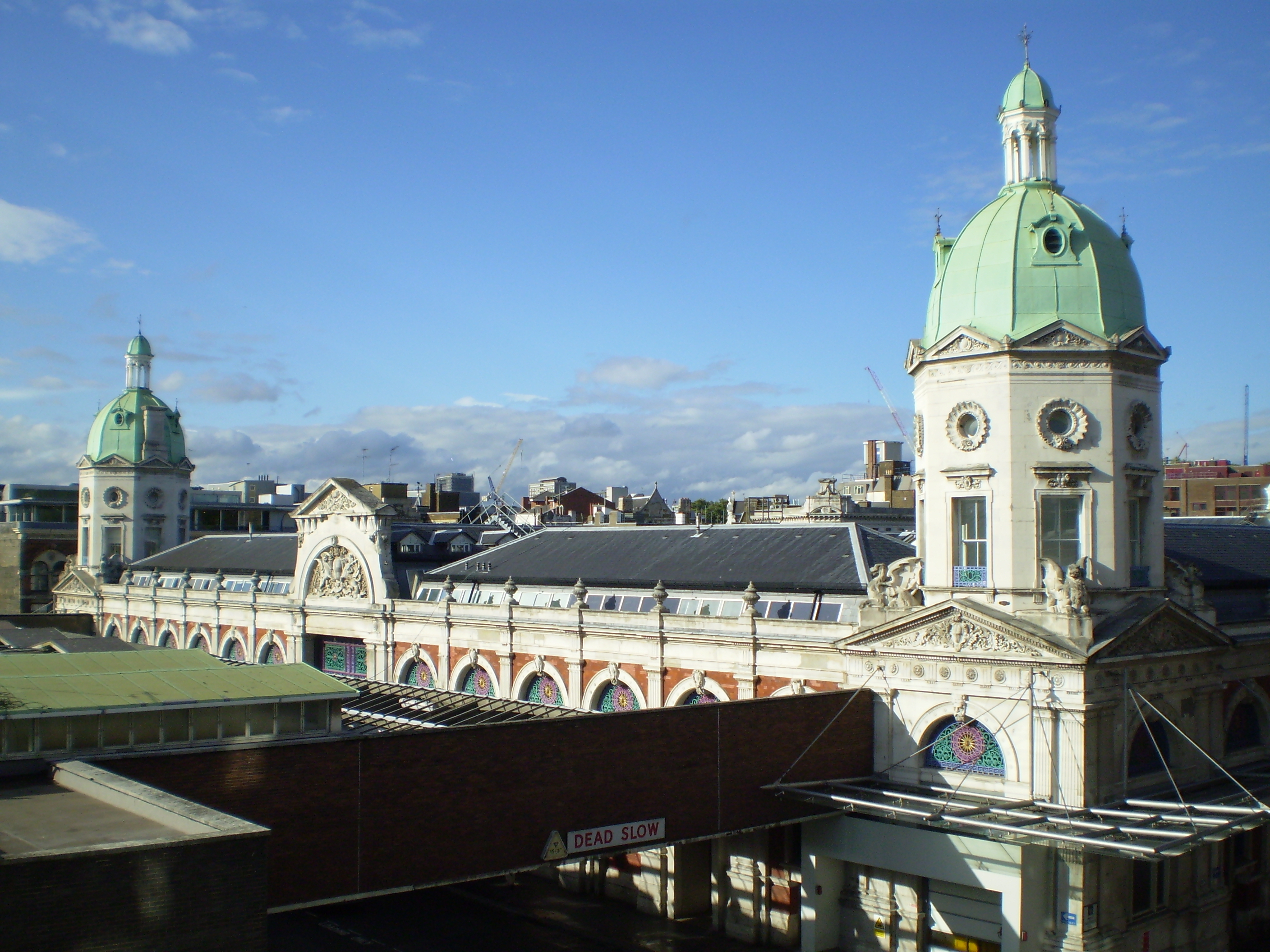
スミスフィールド肉市場（2007年）

スミスフィールド（英語：Smithfield、またはタワー・ハムレッツ特別区にあるイースト・スミスフィールドと区別するためウェスト・スミスフィールド、West Smithfieldとも呼ばれる）は、シティ・オブ・ロンドンの北西部にある地域である。
スミスフィールドの名の由来には、平坦な野原 ( Smooth field )が訛ったという説もある。当初は、馬上槍試合などの馬上競技に使用され、貴族をはじめとする都市民たちのレジャーの場所でもあった。1102年にスミスフィールドの地に、ヘンリー1世付きの吟遊詩人で道化師だったレヒアによって聖バーソロミュー修道院が建設された。レヒアが修道院を建設したのは、ローマ巡礼中に聖バーソロミューが出現する幻覚を見たのが動機だった。修道院は湿地帯から野原にかけて建てられ、聖バーソロミューの祭日になると周囲に市が開かれた。レヒアは修道院長となったのちも市に出かけて手品などを披露し、修道院建設の基金を集めたといわれる。これがバーソロミューの市として発展し、1538年に修道院が解散されても市は存続した。バーソロミューの市では奇蹟劇、聖史劇、道徳劇などの演劇や、レスリング、演奏、奇術、移動動物園などの見世物も提供された。
家畜市場は10世紀という早い時期に敷地を独占し、ロンドンで最も古い市場のひとつスミスフィールド市場では、800年にわたって肉が売買された。1867年には家畜市場が閉鎖され、1868年に新たにスミスフィールド食肉市場が創設され、古い市場は消滅した。食肉以外でも労働用の牛や競走馬などの売買市も存在し、今日でも品質を見極めるためのセリングレース、オークションレースも行われている。
公開処刑の実施場所として古くから利用されてきた場所でもあり、「ブラッディ・メアリー（Bloody Mary）」（血塗られたメアリー）と呼ばれたローマ・カトリックのメアリー1世が、プロテスタントの男女、子どもを火あぶりで殺した場所としても知られ、ジョン・フォックスの『殉教者列伝』（FOX's BOOK of MARTYRS）にそのことが書かれている。
チャールズ・ディケンズの小説『オリヴァー・トゥイスト』に登場した。